# Buotama
Buotama (rusky Буотама, Ботома, jakutsky Буотама) je řeka v Jakutské republice v Rusku. Je 418 km dlouhá. Povodí má rozlohu 12 600 km².

## Průběh toku
Protéká po severním okraji Aldanské hornatiny a po Lenské planině. Vlévá se zprava do Leny.

## Vodní režim
Zdrojem vody jsou sněhové a dešťové srážky. Nejvyššího vodního stavu dosahuje v květnu. Průměrný roční průtok vody činí přibližně 43 m³/s. Zamrzá v říjnu až v listopadu a rozmrzá na konci dubna až na začátku května.